# エマヌエル・アイヴ
- エマヌエル・アイウ

エマヌエル・アイヴ（Emanuel Aiwu, 2000年12月25日 - ）は、オーストリア・チロル州インスブルック出身のサッカー選手。セリエA・USクレモネーゼ所属。ポジションはDF。

## クラブ経歴
2017年にFCアドミラ・ヴァッカー・メードリングのBチームに昇格し、翌年トップチームに昇格。2018-19シーズン途中からトップチームに定着し、同シーズンは3ゴールを記録。翌2019-20シーズンからはレギュラーに定着した。
2021年8月3日、SKラピード・ウィーンと3年契約を締結。加入1年目の2021-22シーズンは23試合2ゴールを決めた。
2022年8月5日、USクレモネーゼと4年契約を結んだ。

## 代表歴
プロデビュー前の2017年から、各ユース世代のオーストリア代表でプレーしている。

## 人物
- アイヴの一家はナイジェリアにルーツを持つ[3]。